# Майкъл Макгуайър
Майкъл Макгуайър (на английски: Michael McGuire) е австралийски журналист и писател на произведения в жанра трилър.

## Биография и творчество
Майкъл Макгуайър е роден в Глазгоу, Шотландия, Обединеното кралство през 1971 г. На 10-годишна възраст семейството му се премества в Наракоорте, Южна Австралия.
След дипломирането си работи като журналист в Сидни и Аделаида за вестниците „The Australian“, „The Sunday Mail“ и „The Advertiser“. През 2016 г. печели наградата за медиите в Южна Австралия за „Най-добро покритие на спортните медии“. Бил е и политически съветник в държавната и федералната политика по въпросите на киберпрестъпността и киберсигурността.
Първият му роман „Never a True Word“ (Никога истинска дума) е издаден през 2017 г. Романът е политически и правен трилър, с елементи на политическа сатира.
Вторият му трилър „Опасен полет“ е публикуван през 2019 г. Романът му е вдъхновен от мистериозното изчезване на Полет 370 на Малайзия Еърлайнс. Главният герой е бившият пилот Тед Андерсън, който разследва авиационни произшествия за секретна австралийска организация. Той проучва изчезването на полет на Индонезийските авиолинии и неговия капитан в Сидни, когато попада на следа към полет на Украинските авиолинии, който вероятно ще е следващата мишена. Романът става бестселър.
Майкъл Макгуайър живее със семейството си в Уорнамбул, щат Виктория, Австралия.

## Произведения

### Самостоятелни романи
- Never a True Word (2017)
- Flight Risk (2019)
Опасен полет, изд.: ИК „Бард“, София (2020), прев. Радослав Христов